# Mario Ramón Beteta
Mario Ramón Beteta Monsalve (Ciudad de México, 7 de julio de 1927-Ciudad de México, 6 de octubre de 2004) fue un economista y político mexicano, que se desempeñó en numerosos cargos en el área económica del gobierno de México, y además fue gobernador del Estado de México de 1987 a 1989.

## Biografía
Mario Ramón Beteta fue hijo del Gral. Ignacio M. Beteta, militar revolucionario y jefe del estado mayor presidencial del presidente Lázaro Cárdenas del Río, y sobrino de Ramón Beteta Quintana, secretario de Hacienda durante el gobierno de Miguel Alemán Valdés.
Gran parte de la carrera política de Mario Ramón Beteta se llevó a cabo dentro de la Secretaría de Hacienda, donde fue director general de Crédito, Subsecretario bajo el presidente Luis Echeverría Álvarez y los secretarios Hugo B. Margáin y José López Portillo; y titular de la Secretaría cuando este último dejó el cargo para ser candidato a la Presidencia. En este periodo, Beteta enfrentó la primera crisis económica mexicana y consecuente devaluación ocurrida desde 1954, y que a partir de entonces, se produjo consecutivamente durante los siguientes 30 años. Ya siendo presidente López Portillo lo nombró director general del Banco Mexicano Somex, cargo que desempeñó durante todo el sexenio.
En diciembre de 1982, el nuevo presidente Miguel de la Madrid, que había sido subordinado en Hacienda, lo designó director general de Petróleos Mexicanos, cargo en el que permaneció hasta 1987 cuando fue postulado como candidato del Partido Revolucionario Institucional a gobernador del Estado de México, aun cuando no tenía prácticamente ningún arraigo en la entidad, resultando electo y tomando posesión el 15 de septiembre de 1987. 
La falta de relación de Mario Beteta con los grupos políticos del estado, a los que no pertenecía, causaron que sus escasos dos años de gobierno fueran inestables, pero el gran problema que tuvo que enfrentar fueron las elecciones presidenciales de 1988 en las que el candidato opositor Cuauhtémoc Cárdenas Solórzano derrotó ampliamente en el estado al candidato del Partido Revolucionario Institucional, Carlos Salinas de Gortari. Beteta fue hecho responsable de esta derrota y, apenas transcurrido el tiempo que constitucionalmente se requería para que el gobernador se separara del cargo sin necesidad de llamar a elecciones, Beteta fue designado por Salinas, primero como director general del Multibanco Comermex y posteriormente frente al Fondo Nacional de Fomento al Turismo (Fonatur).
Falleció el 6 de octubre de 2004 en Ciudad de México, víctima de una enfermedad pulmonar crónica.